# Andre Carter
Rubin Andre Carter (Denver, 12 maggio 1979) è un ex giocatore di football americano statunitense che ha militato nel ruolo di defensive end nella National Football League. Fu scelto come settima scelta assoluta nel draft NFL 2001 dai San Francisco 49ers. Al college giocò a football all'Università della California a Berkeley.

## Carriera professionistica

### San Francisco 49ers
Carter fu scelto al primo giro del Draft 2001 dai San Francisco 49ers. Il 26 luglio firmò un contratto di 5 anni per un totale di 12, 6 milioni di dollari di cui 3,2 milioni di bonus alla firma. Debuttò nella NFL il 9 settembre 2001 contro gli Atlanta Falcons. Il 1º ottobre contro i New York Jets fece il suo primo sack e il suo primo fumble forzato in carriera.
Totalizzò con i 49ers 154 tackle da solo, 32 sack e 12 passaggi deviati in 69 partite.

### Washington Redskins
Il 15 marzo 2006 firmò un contratto di 7 anni per un totale di 32,5 milioni di dollari di cui 5 milioni di bonus alla firma con i Washington Redskins. Con loro ritornò ad occupare il suo ruolo del college, quello di defensive end. Negli anni andò a migliorare e sue statistiche fino alla stagione 2010, quando ritornò a giocare come outside linebacker.
Il 1º marzo 2011 venne svincolato.

### New England Patriots
Il 4 agosto firmò con i Patriots un contratto annuale di 2,25 milioni di dollari di cui 500.000 di bonus alla firma. Il 13 novembre contro i Jets totalizzò ben 4 sack nella singola partita. Purtroppo il 18 dicembre contro i Denver Broncos si lesionò il tendine del quadricipite sinistro. Concluse così in anticipo la stagione regolare, venendo selezionato comunque per il primo Pro Bowl in carriera.

### Oakland Raiders
Il 26 settembre firmò un contratto di un anno per 925.000 dollari. Il 4 novembre contro i Tampa Bay Buccaneers mise a segno il suo primo sack stagionale forzando anche un fumble, poi recuperato dal compagno di squadra Richard Seymour. Il 16 dicembre contro i Kansas City Chiefs fece registrare il suo secondo sack stagionale ai danni di Brady Quinn.
Il 9 aprile 2013, dopo essere diventato free agent, rifirmò per un altro anno con i Raiders per un milione di dollari. Il 1º settembre venne svincolato.

## Palmarès

### Franchigia
- American Football Conference Championship: 1

New England Patriots: 2011

### Individuale
- Convocazioni al Pro Bowl: 1

2011

## Statistiche
| Partite totali      | 175  |
| Partite da titolare | 147  |
| Tackle totali       | 513  |
| Sack                | 78,5 |
| Safety fatte        | 1    |
| Intercetti fatti    | 0    |
| Fumble forzati      | 18   |
| Fumble recuperati   | 0    |
| Passaggi deviati    | 23   |

Statistiche aggiornate alla stagione 2012